# Michael Schjønberg
Michael Schjønberg Christensen (født 19. januar 1967 i Esbjerg) er en dansk fodboldtræner og tidligere -spiller. Han er for tiden træner for færøske 07 Vestur. 
Som aktiv spillede han i Esbjerg fB, Hannover 96, OB og 1. FC Kaiserslautern, og han fik 44 landskampe, hvor han scorede 3 mål. Siden har han haft trænerposter i en række klubber i Danmark, Tyskland, Norge og Færøerne.

## Spillerkarriere

### Klub
Michael Schjønberg var forsvarsspiller og begyndte som ungdomsspiller i Esbjerg fB og nåede som senior i klubben at spille 103 førsteholdskampe, inden han i 1990 blev solgt til Hannover 96 i Tyskland. Klubben lå dengang i 2. Bundesliga og vandt med Schjønberg som anfører overraskende DFB-Pokalen i 1992. Efter fire år vendte han hjem til Danmark og begyndte at spille for OB. Han blev dog lokket tilbage til Tyskland af 1. FC Kaiserslautern i 1996. Han var med til at spille klubben op fra næstbedste række til Bundesligaen og til året efter at spille nationalmesterskabet hjem. Han spillede i klubben til 2001, hvor han stoppede sin aktive karriere.

### Landshold
Schjønberg spillede 44 landskampe og scorede tre mål for det danske landshold. Han var med til at vinde guld ved Confederations Cup 1995 og deltog desuden ved EM i 1996, VM i 1998 og EM i 2000.

## Trænerkarriere
Efter indstillingen af den aktive karriere fik han jobbet som ungdomstræner i Kaiserslautern, men i 2004 blev han sammen med Allan Nielsen ny cheftræner for Herfølge Boldklub. I 2005 vendte han dog igen næsen mod Tyskland som assistenttræner i Hannover 96. Da Hannover i 2006 fyrede Peter Neururer blev Schjønberg i en kort overgang cheftræner, men da Dieter Hecking blev ansat som ny cheftræner, blev Schjønberg degraderet til reserveholdstræner, da Hecking medbragte den assistent, han også havde haft i Alemannia Aachen.
Den 4. april 2007 blev Michael Schjønberg ansat på en treårig kontrakt som sportschef i sin gamle klub, 1. FC Kaiserslautern. Han stoppede igen samme år efter uoverensstemmelser med et andet bestyrelsesmedlem, Klaus Toppmöller.
Schjønberg var derefter træner i Slagelse-klubben FC Vestsjælland i perioden 2008-2011. Siden var han i Norge et par år, hvorpå han trænede et par danske klubber, inden han i januar 2022 blev træner for færøske 07 Vestur. Trods succes i klubben valgte han i sommeren 2023 at sige op og vende tilbage til Danmark af familiemæssige årsager. Kort efter hjemkomsten blev han præsenteret som ny cheftræner for AGF's kvindeelitehold. Han stoppede i AGF i maj 2025 og vendte herpå tilbage til Vestur.